# Foucaud du Merle
Foucaud du Merle, genannt Foulques († 1314 in Flandern), war ein normannischer Adliger, Militär und Marschall von Frankreich.

## Leben
Die Familie Le Merle wird erstmals im 11. Jahrhundert erwähnt; Roger du Merle, Seigneur du Merle-Raoul (heute Le Merlerault), heiratete um 1050 Emma Giroie, Tochter von Ernaud alias Guillaume/Gérouin, Seigneur de Montreuil et d´Échauffour und Gisla de Bastembourg-Montfort, der 1066 in der Schlacht bei Hastings fiel (Haus Giroie). Deren Sohn war Raoul du Merle, der 1096 als Kreuzritter bezeugt ist.
Foucaud du Merle war der Sohn von Guillaume V. du Merle, genannt Melloc († 1265 oder 1271), und Marie de Nollent de Tancarville, Dame de Tancarville et de Gacé. Seine Geschwister waren Gui du Merle, Bischof von Lisieux, und Laurence du Merle, die Ehefrau von Guillaume Bertran, dem Garde des Côtes de Normandie. Sein Großonkel war Foulques du Merle, der Gouverneur von Robert I. von Artois, die beide am Sechsten Kreuzzug teilnahmen und beide in der Schlacht von al-Mansurah fielen.
Foulques du Merle war Seigneur du Merle Raoul, Baron de Messei etc., Seigneur et Châtelain de Gacé, de Briouze et de Bellou. Er diente Philipp III., dann Philipp IV. als Chevalier banneret.
1295 begleitete er Jean II. d’Harcourt, Admiral von Frankreich, bei dessen Belagerung und Eroberung von Dover. Er organisierte zudem die Verteidigung von Abbeville angesichts einer erwarteten englischen Landung am Ärmelkanal.
1302 wurde er nach der Sporenschlacht zum Marschall von Frankreich ernannt (ebenso wie Miles de Noyers, beide als Nachfolger von Simon de Melun und Guy de Clermont, die in der Schlacht gefallen waren). Kurz danach intervenierte er in Flandern an der Spitze von 2000 Männern, darunter 500 Reiter, und erhielt gemeinsam mit Noyers und dem Connétable Gaucher de Châtillon die Verwaltung für diese Grafschaft übertragen.
Als er im Juni 1303 in Tournai in Garnison war, hielt er an der Spitze von 1400 Männern einer Belagerung der Stadt gegen die Bürger von Lille und 50.000 flämische Soldaten stand.
Am 10. Januar 1304 nahmen Foulques du Merle und Miles de Noyers an der ersten Sitzung des Parlement de Toulouse teil. Am 18. August 1304 kämpfte er in der Schlacht von Mons-en-Pévèle.
1310 unterwarf er den Aufstand Lyons, das zwei Jahre später mit der Krone vereinigt wurde. 1311/12 nahm er am Konzil von Vienne teil, das unter dem militärischen Druck des Königs auf den Papst Clemens V. über das Schicksal des Templerordens entschied.
1314 starb er, während er mit seiner Armee in Flandern war.

## Ehe und Nachkommen
Foucaud du Merle heiratete um 1270 Jeanne de Mathéfelon und hinterließ drei Söhne:
- Jean, Seigneur de Merle-Raoul, da Gacé, de Médavi et de Champeaux, Baron de Saint-Julien-le-Faucon, 1326 mit Jean (IV.) de Mauquenchy[3] Garde des Côtes de Normandie; ⚭ NN
- Guillaume († vor 1331), Sire et Baron de Messei, Seigneur du Merle en partie, de Couvrigny etc.; ⚭ NN de Hellenvielliers, 1331 Witwe
- Guillaume le Jeune, Baron de Briouze et de Bellou; ⚭ NN